# الحاضنة (البيضاء)
الحاضنه هي إحدى قرى الجمهورية اليمنية. وهي تتبع جغرافيًا لمحافظة البيضاء. وإداريًا لمديرية الزاهر. يبلغ تعداد سكانها 1049 نسمة حسب الإحصاء الذي جرى عام 2004.